# کارووینیو
کارووینیو (به ایتالیایی: Carovigno) یک کومونه در ایتالیا است که در استان بریندیزی واقع شده‌است.

## خصوصیات
کارووینیو ۱۰۵ کیلومترمربع مساحت و ۱۶٬۳۰۷ نفر جمعیت دارد و ۱۷۲ متر بالاتر از سطح دریا واقع شده‌است.

## خواهرخوانده
شهر شهر کورفو خواهرخواندهٔ کارووینیو هست.